# Laneuville-sur-Meuse
Laneuville-sur-Meuse è un comune francese di 437 abitanti situato nel dipartimento della Mosa nella regione del Grand Est.

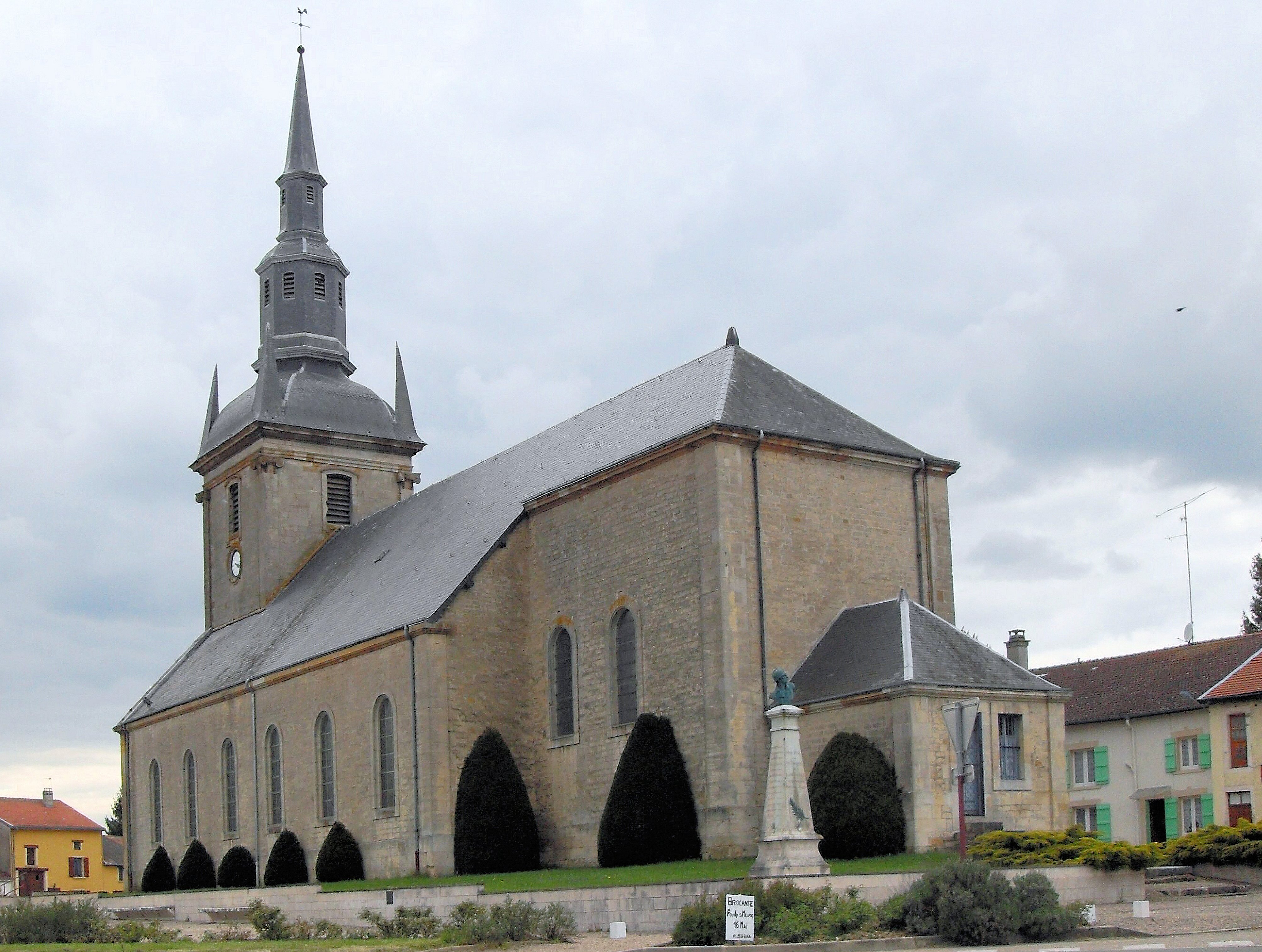
Chiesa di San Nicola
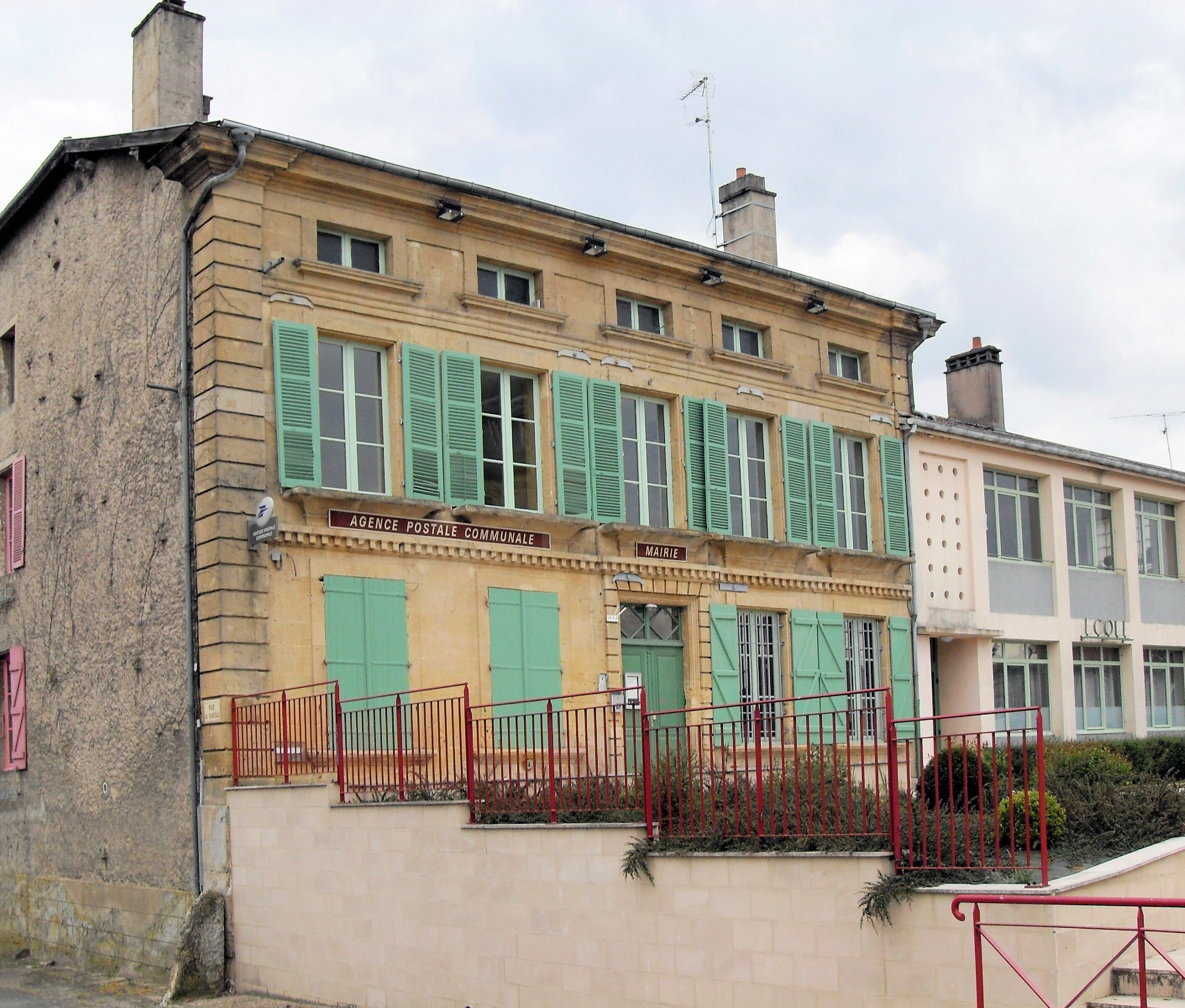
Municipio e l'ufficio postale

## Società

### Evoluzione demografica
Abitanti censiti